# Brancaleone
Brancaleone – miejscowość i gmina we Włoszech, w regionie Kalabria, w prowincji Reggio Calabria.
Według danych na rok 2004 gminę zamieszkiwało 3861 osób, 110,3 os./km².